# أزاكا ميدي
ازاکا میدي (بالإنجليزية: Azaca Mede)‏ في الأساطير الأفريقية هي أرواح إلهية للموتى في العقائد والأساطير الودونية (الديانة الزنجية الأصلية في أفريقيا) وهي منتشرة الآن في هايتي. وتقوم في الدرجة الأولى على أساس من السحر والعرافة. وهذه الأرواح إنما توجد في الحدائق والجبال، وتطلب تقديم قرابين لها من الماعز، وتكون الماعز سوداء في العادة.